# Achatinella bulimoides
Achatinella bulimoides é uma espécie de gastrópode da família Achatinellidae.
É endémica de Oahu no Arquipélago do Havaí. 